# Chiesa di San Nicolao (Milano)
La chiesa dei Santi Nicola ed Espedito, conosciuta anche come chiesa di San Nicolao, è un luogo di culto cattolico di Milano situato nell'omonima via, a pochi metri da corso Magenta.

## Storia
Di origine molto antica, la chiesa è già catalogata nel 1259 tra le parrocchie di Porta Vercellina.
Nel 1659 a seguito del ritrovamento di un'immagine della Madonna precedentemente murata, iniziarono i lavori di ricostruzione, a cui seguì l'erezione della sacrestia (1688), del campanile (1701) e dell'altare maggiore (1725).
Nel 1787 con le soppressioni di Giuseppe II imperatore d'Austria vennero tolte le prerogative parrocchiali e la Repubblica Cisalpina nel 1800 adibì l'edificio a deposito militare.
La chiesa, ora rettoria della basilica di Sant'Ambrogio, è dedicata a san Nicola di Bari e vi si ricorda anche sant'Espedito.

## Descrizione

### Esterno
La chiesa prospetta su via San Nicolao con la stretta ed alta facciata di Giovanni Battista Paggi. Essa, con paramento murario costituito da mattoni in cotto, è suddivisa in due fasce orizzontali sovrapposte da un cornicione marmoreo; entrambe le fasce, sono decorate con quattro lesene, ioniche in quella inferiore, dove inquadrano il portale, corinzie in quella superiore, al centro della quale vi è il finestrone rettangolare. Lungo il fianco sinistro della chiesa, vi è la canonica, con la facciata intonacata in cui si aprono finestre e balconi con cornici marmoree.

### Interno

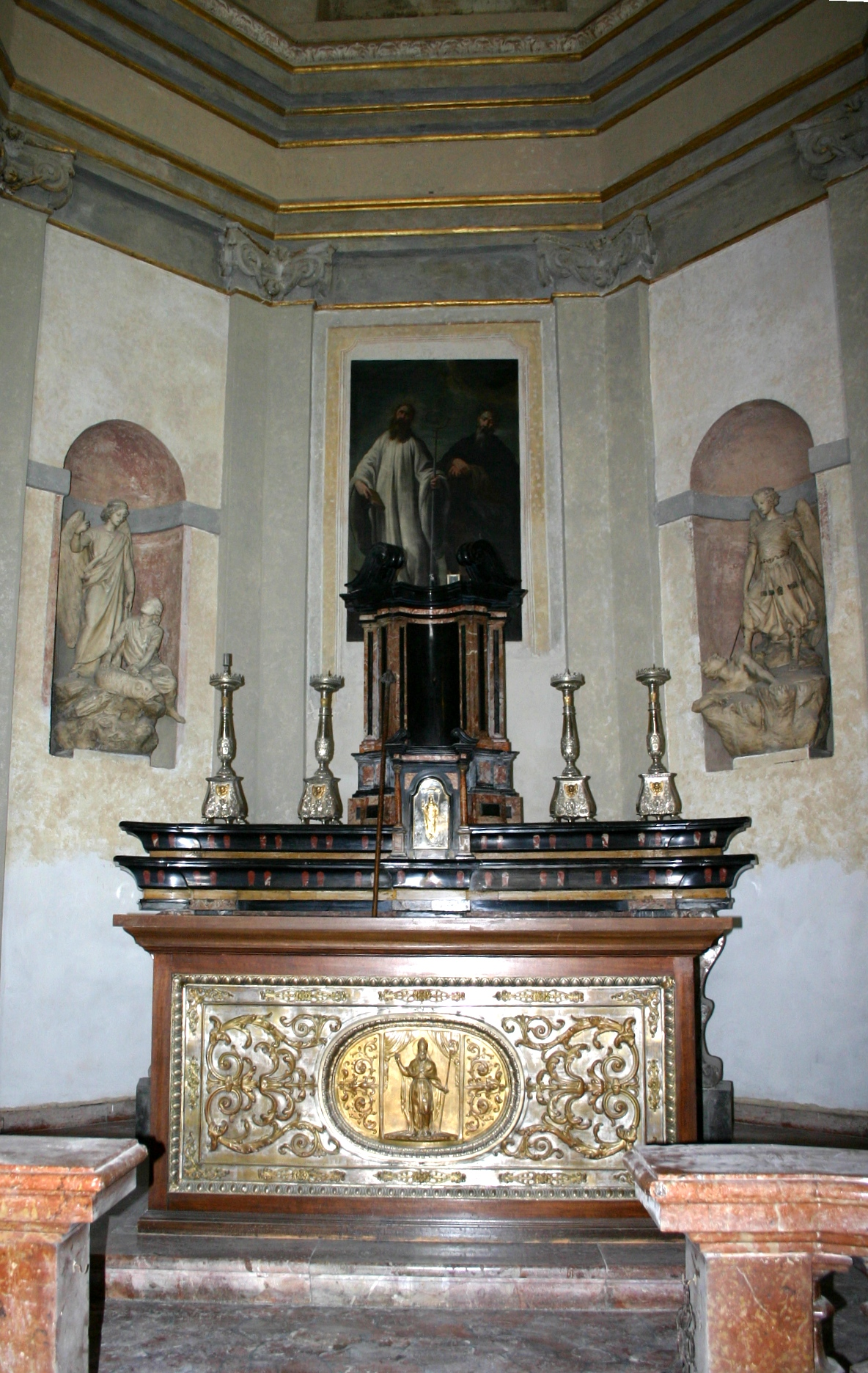
Abside

L'interno barocco a navata unica con cappelle laterali è opera di Gerolamo Quadrio. In fondo alla navata, vi è l'abside poligonale, che ospita il presbiterio.Al suo interno, si trovano l'altar maggiore con paliotto lavorato a sbalzo e, ai lati della pala d'altare, entro delle nicchie semicircolari, le statue di San Tobia e l'Angelo (a sinistra) e di San Michele e il diavolo (a destra).
All'interno della cappella dedicata alla Madonna della Misericordia, sopra l'altare marmoreo, risalente al 1833, è conservata una statua della Madonna col Bambino che era originariamente stata posta da Azzone Visconti sull'antica Porta Vercellina.
Altre opere importanti all'interno della chiesa sono:
- Statua di San Michele Arcangelo, in legno dipinto del XIX secolo;
- San Nicola di Bari, attribuito a Pacecco De Rosa;
- Crocifisso ligneo del XIV secolo.